# Behnia reticulata
Behnia reticulata (Thunb.) Didr. – gatunek rośliny z monotypowego rodzaju Behnia Didr. z rodziny szparagowatych. Występuje w południowo-wschodniej Afryce, na obszarze południowej Południowej Afryki, Eswatini, Zimbabwe, Mozambiku i Malawi. Jest to pnący półkrzew rosnący w podszycie różnych formacji zaroślowych i leśnych. Roślina ta wykorzystywana jest przez lud Xhosa jako lecznicza przeciwko łysieniu, a także jako magiczna, w szczególności przypisywane są jej właściwości oneironautyczne.

## Morfologia

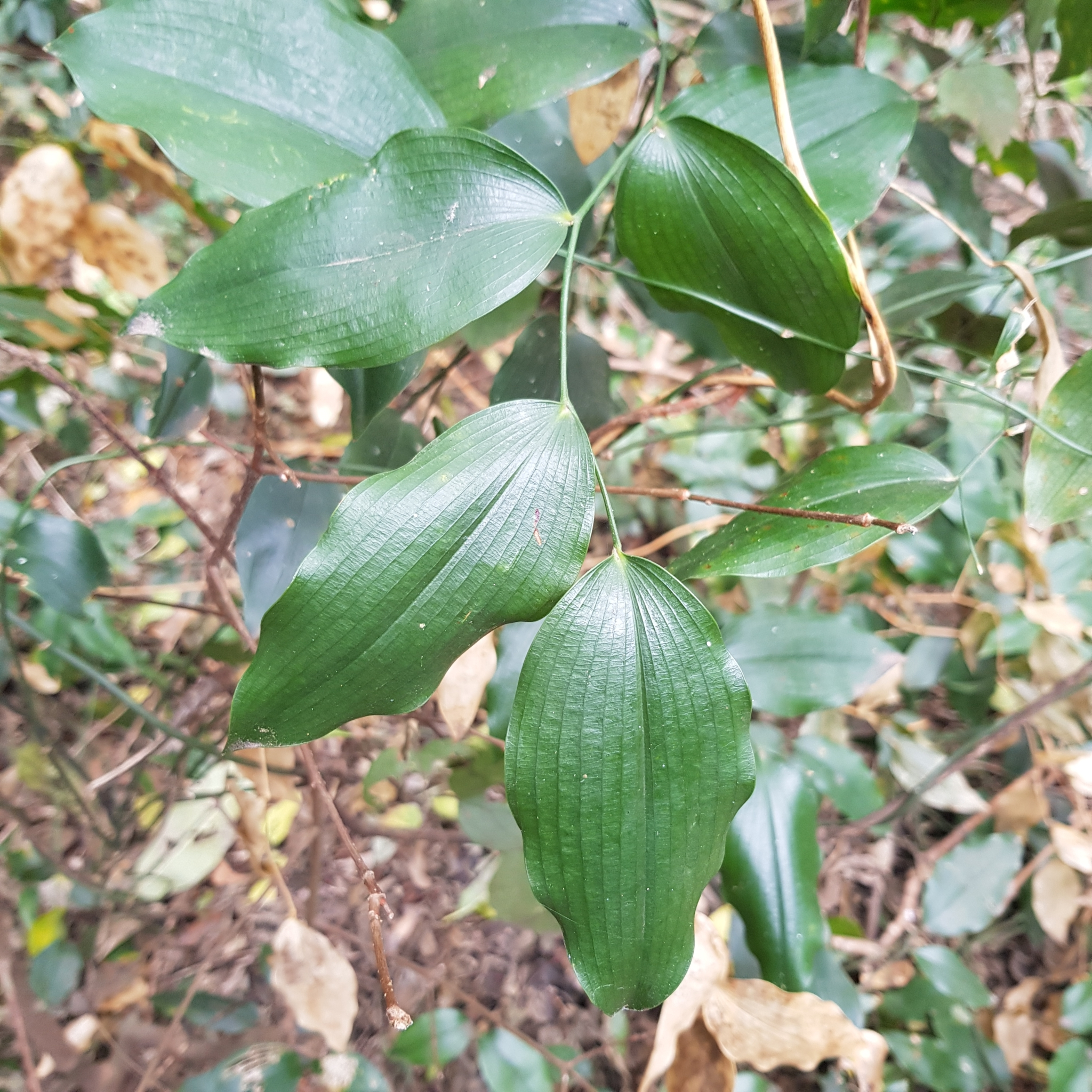
Siateczkowate unerwienie liści

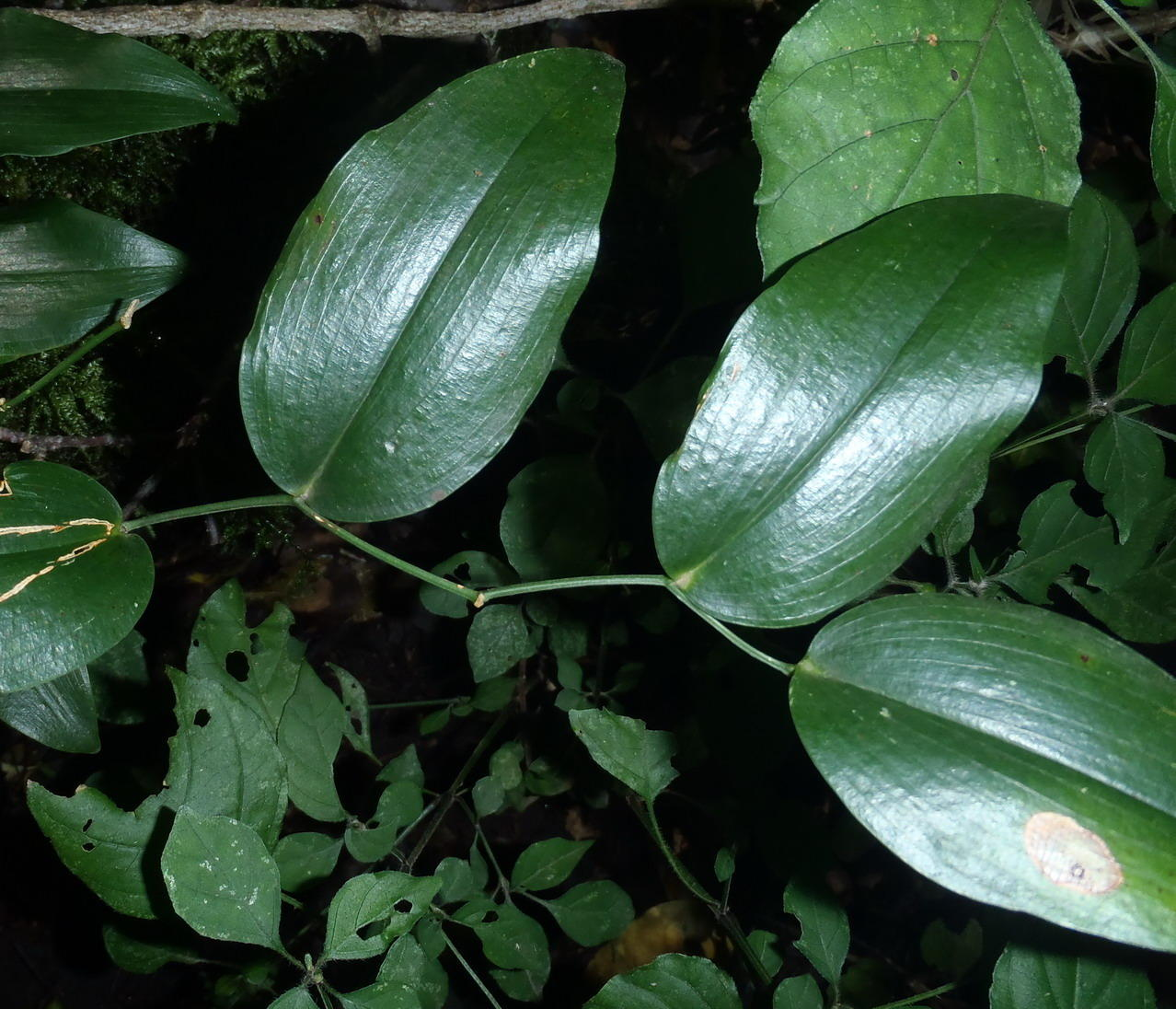
Kanciaste zagięcia pędów

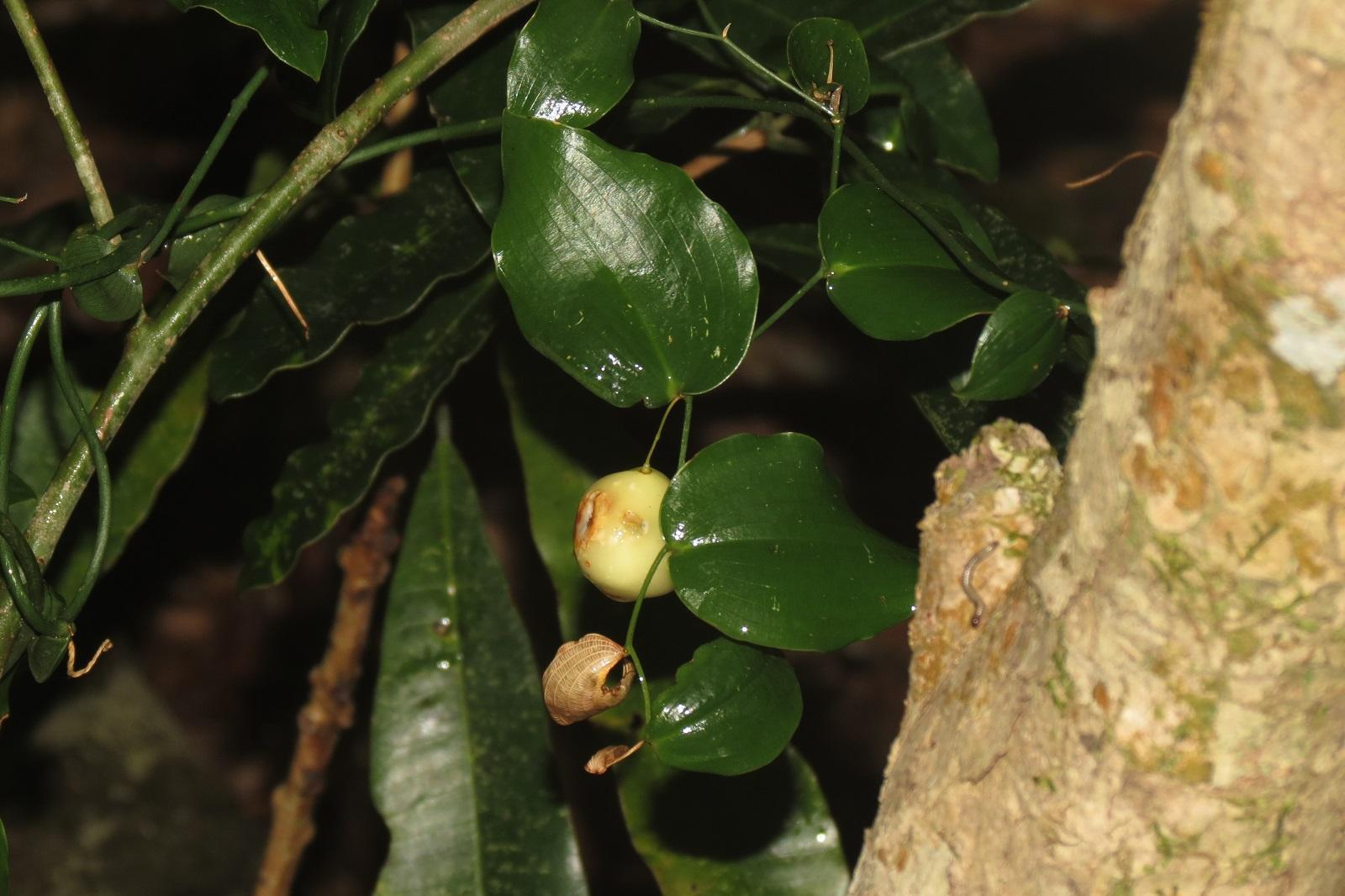
Jagoda

PokrójWieloletnie, półkrzewiaste, pnące rośliny zielne i pnącza o wysokości do 3 metrów.
Organy podziemneKrótkie, podziemne kłącze, z grubymi, kremowymi lub pomarańczowożółtymi, włóknistymi korzeniami.
PędŁodyga naga, drewniejąca, silnie rozgałęziona proleptycznie, smukła, prążkowana, skręcona, o średnicy do 5 mm, w węzłach kanciasto zagięta, o zygzakowatych bocznych odgałęzieniach długości 5–10 cm, wzniesiona lub owijająca się prawoskrętnie. Roślina nie wytwarza korzeni czepnych.
LiścieUlistnienie naprzemianległe, dwurzędowe. Ogonki liściowe skręcone, często żółtawe, długości 1–3 mm. Blaszki liściowe jajowate, wielkości 2–10 × 1–5,5 cm, o nieco nierównej nasadzie i ostrych lub stopniowo zaostrzonych, a niekiedy dziobowatych wierzchołkach, ciemno- lub żółtawozielone, lśniące, z uwydatnioną żyłką centralną, ok. 14 równoległymi żyłkami głównymi zbiegającymi do wierzchołka i licznymi poprzecznymi żyłkami drugiego rzędu, tworzącymi siateczkę. Zalążki liścia w pąku są zwinięte wzdłuż osi podłużnej. Po wykiełkowaniu pierwszy liść jest naprzeciwległy liścieniowi, a na głównej osi pędu początkowo pojawiają się zredukowane, łuskowate liście, tworzące pochwy. Takie same łuskowate liście pojawiają się jako pierwsze na odgałęzieniach łodygi.
KwiatyOdgałęzienia kwiatonośne o długości 11 cm. Szypuły wyrastające z pachwin liściowych lub wierzchołkowo, długości do 4,5 cm, z dwiema podsadkami wspierającymi baldachowaty lub groniasty kwiatostan (przez Conrana opisywany jako skrętek lub zredukowana, jednokwiatowa wierzchotka), składający się z od 1 do 5 kwiatów, niekiedy z kąta liścia wyrasta pojedynczy kwiat. Szypułki stawowate przy wierzchołku, długości 7–22 mm, z łódkowatą, błoniastą przysadką długości 3–7 mm. Pod kwiatem obecne jest krótkie zgrubienie szypułki (perykladium). Okwiat promienisty, biały, kremowy lub zielony, dzwonkowaty do nieco urnowatego, zwężony u nasady, o wymiarach 7–11 × 2–5 mm, sześciolistkowy, zwisły. Po przekwitnięciu więdnący, nie zwijający się. Listki okwiatu położone w dwóch okółkach, każdy z 3–5 nerwami, zrośnięte od nasady na dwóch trzecich swojej długości, wierzchołkowo wolne na długości ok. 2 mm. Łatki trójkątne, ostre do tępych, odwinięte do tyłu lub rozwarte. Sześć pręcików długości ok. 5 mm położonych w dwóch okółkach, o nitkach nitkowatych, zrośniętych z rurką okwiatu i podługowatych, żółtych lub zielonkawych główkach, dołączonych grzbietowo-bazalnie. Pylniki skierowane do wewnątrz, pękające podłużnie przez szczeliny. Tapetum dwujądrowe. Ziarna pyłku dwukomórkowe, jajowate, bruzdkowane z siateczkowatą egzyną, wielkości 27–60 μm, osypujące się pojedynczo. Słupkowie z trzech zrośniętych owocolistków. Zalążnia trójkomorowa, górna, z dużymi, przegrodowymi miodnikami. W każdej komorze znajduje się kilka anatropowych zalążków osadzonych kątowo. Szyjka słupka kolumnowata, nabrzmiała pośrodku długości pręcików, zakończona główkowatym, trójwrębnym znamieniem.
John G. Conran opisał roślinę jako dwupienną, tworzącą kwiaty męskie o zredukowanej, bezpłciowej zalążni zbudowanej z miękiszu, krótszej od pręcików, z krótką, grubą szyjką słupka oraz kwiaty żeńskie o zredukowanych, bezpłciowych pręcikach, krótszych od słupka.
OwoceOdwrotnie stożkowate, trójkomorowe, białawe, żółtawe, fioletowawe lub oliwkowozielonkawe jagody o wymiarach 13–25 × 10–25 mm, zawierające do 10 nasion. Owocnia gruba i mięsista. Nasiona niemal jajowate, kanciaste, bladożółte, brunatniejące, o wymiarach 5–7 × 4–5 mm.

## Biologia
AnatomiaKomórki skórki liści są mniej więcej izodiametryczne i cienkościenne. Aparaty szparkowe są paracytyczne, występują na odosiowej powierzchni liścia i są ułożone równolegle do jego podłużnej osi. Ściany podziałowe komórek są proste do zakrzywionych. Na obu powierzchniach liści występują rozproszone, wielokomórkowe struktury podobne do hydatod, doosiowo o wielkości 50–100 μm, otoczone promieniście przez 10–20 komórek, odosiowo o wielkości 15–25 μm, otoczone mniej więcej promieniście przez 5–10 komórek. Zewnętrzna część ścian komórkowych w skórce liści pokryta jest kutykulą o grubości 3–18 μm. Mezofil jest gęsto upakowany, niezróżnicowany, nieregularny i miękiszowy. Żyłka centralna liścia jest dobrze rozwinięta, a wiązka przewodząca jest otoczona nieasymilacyjnym miękiszem. Wszystkie wiązki przewodzące w liściach są otoczone przez sklerenchymę, a komórki miękiszowe zewnętrznej otoczki wiązki zawierają chloroplasty. Drobne żyłki poprzeczne drugiego rzędu składają się z kilku pasm łyka i protoksylemu, otoczonych kilkoma włóknami i niezdrewniałymi komórkami otoczki. Żyłki brzeżne blaszki liściowej są silnie zmodyfikowane, ze znacznie rozwiniętą sklerenchymą i zredukowanym drewnem i łykiem. W liściach obecne są cewki.
W łodydze obecna jest pogrubiona kutykula o grubości 10–15 μm, gęsta warstwa miękiszu asymilacyjnego, składająca się z 3–4 warstw komórkowych położonych nad silnie zdrewniałym obszarem włókien i małych wiązek przewodzących, oraz lekko zdrewniały walec osiowy, z dobrze rozwiniętym łykiem i drewnem. W przekroju podłużnym komórki skórki, miękiszu, tkanki wzmacniającej i walca osiowego są wydłużone wzdłuż osi łodygi, a na ściankach podziałowych skórki i kory obecne są szorstkości. Rurki sitowe mają długość 90–160 μn. Metaksylem składa się z naczyń o długości 80–210 μm.
Kłącze ma lekko pogrubioną skórkę i miękisz składający się z ok. 20 warstw komórek. Nie ma wyraźnej hipodermy. Endoderma korzeni przybyszowych kończy się w zewnętrznej warstwie kory wtórnej. Liczne rozproszone pierwotne wiązki przewodzące są równoległe, ze zwartym drewnem i łykiem, mocno osłonięte przez wąskie pasma sklerenchymy. Miękisz rdzenia zawiera rozproszone wiązki przewodzące. Drewno i łyko wtórne są dobrze rozwinięte i silnie zdrewniałe.
Korzenie mają jednowarstwowy welamen, lekko pogrubioną skórkę i korę składającą się z ok. 9 warstw miękiszu. Obecna jest endoderma składająca się z małych prostokątnych komórek, która początkowo nie jest pogrubiona, ale ulega zdrewnieniu na wewnętrznych ścianach starszych korzeni. Niezdrewniała okolnica ma grubość 1–2 komórek. Istnieje 11–13 pierwotnych wiązek ksylemu, pomiędzy którymi znajduje się łyko. Walec osiowy jest niezdrewniały. W korzeniach obecne są naczynia.
Struktura nasion jest jednolita. Wszystkie warstwy komórek są cienkościenne. Nasiona czasami zrzucają zewnętrzną skórkę łupiny, która zapada się podczas rozwoju. Bielmo jest masywne i składa się z komórek o grubych, dziobatych ścianach, zawierających ziarna aleuronowe i oleje, ale nie skrobię. Bielmo magazynuje hemicelulozy.
EmbriologiaZalążek ma dwie osłonki. Zewnętrzna jest 3–4-warstwowa, a wewnętrzna 2-warstwowa i tworzy okienko (mikropyle). Odcinana komórka przykrywkowa dzieli się na cztery megaspory, ułożone liniowo. Megaspora chalazalna dzieli się, tworząc 4-, a następnie 8-jądrowy woreczek zalążkowy. Komórka jajowa i synergidy są większe od antypod, a jądra biegunowe są stosunkowo małe w porównaniu do przestrzeni wakuolarnej. Jądra biegunowe łączą się przed zapłodnieniem i w czasie zapłodnienia, lub tuż przed nim, migrują do chalazalnego końca woreczka zalążkowego, w pobliże antypod. Powstawanie bielma jest helobialne. Z tkanki chalazalnej powstaje częściowo zdrewniała hipostaza, zwrócona w stronę przeciwległego końca woreczka. Po zapłodnieniu woreczek zalążkowy szybko się rozszerza, ale bez wyraźnej ekspansji hipostazy. Zarodek jest duży, główkowaty i przyczepiony od nasienia naprzeciwko hilum.
RozwójGeofity ryzomowe. Kwitną między wrześniem a listopadem. Biologia zapylania nie została zbadana, jednak budowa kwiatów wskazuje, że są one zapylane przez owady. Nasiona są roznoszone przez zwierzęta.
Cechy fitochemiczneWe wszystkich częściach rośliny obecne są rafidy szczawianu wapnia. W liściach obecne są saponiny.

## Ekologia

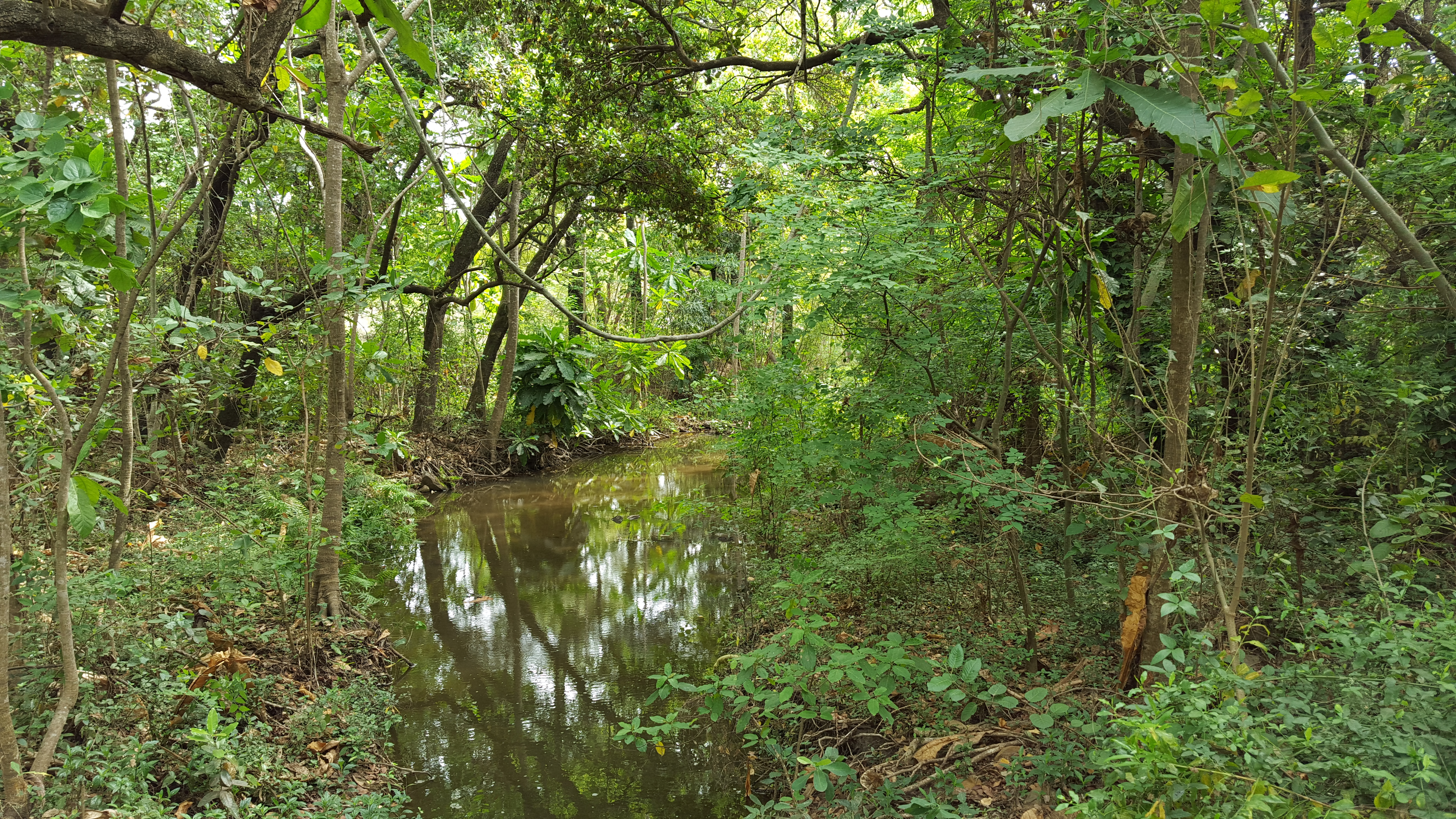
Lasy wzdłuż wybrzeża w KwaZulu-Natal stanowią siedlisko Behnia reticulata

SiedliskoRośliny tego gatunku stanowią zwykle element podszytu wilgotnych lasów wiecznie zielonych. Występują w nich na bogatych w próchnicę glebach, na wysokości do 2100 m n.p.m. Są jednak także gatunkiem wyróżniającym dla suchych, kseromorficznych formacji zaroślowych na południowych stokach i u podnóża Gór Smoczych, rosną też w niskich (do 10 m wysokości) i gęstych lasach nadbrzeżnych w Prowincji Przylądkowej Wschodniej i KwaZulu-Natal.
Interakcje z innymi gatunkamiLiście Behnia reticulata stanowią składnik diety arbogóralka drzewnego. Liście wykorzystuje też nektarnik oliwkowy do budowy gniazd. Roślina jest gospodarzem dla grzybów z gatunków Meliola behniae, M. dracaenicola i Acremonium behniae.

## Systematyka
Pozycja systematycznaGatunek należy do monotypowego rodzaju Behnia Didr., który w systemach klasyfikacyjnych XXI wieku (m.in. system APG IV) włączony jest do monotypowego plemienia Behnieae w podrodzinie agawowych (Agavoideae) w obrębie rodziny szparagowatych (Asparagaceae). Stanowi klad bazalny dla linii rozwojowej w podrodzinie agawowych, obejmującej wraz z nim grupę siostrzaną zawierającą plemiona Herrerieae i Anthericeae.
Historycznie pozycja systematyczna rodzaju zmieniała się. W systemach XX-wiecznych rodzaj Behnia zaliczany był do rodziny kolcoroślowatych (Smilacaceae) (Cronquist 1981 i 1987 oraz Mabberley 1989), Philesiaceae i Geitonoplesiaceae. W systemie Takhtajana z 1997 r. rodzaj zaliczany był do rodziny Luzuriagaceae, włączonej następnie do rodziny krasnolicowatych w rzędzie liliowców. W 1997 r. James L. Reveal, autor systemu Reveala, na podstawie propozycji Gertruda Dahlgrena z 1989 r., wyodrębnił rodzaj do monotypowej rodziny Behniaceae Dahlgren ex Reveal w rzędzie Asteliales w nadrzędzie liliopodobnych.
Klaus Kubitzki w systemie z 1999 r., uwzględniając wyniki badań filogenetycznych roślin jednoliściennych przeprowadzonych w latach 90. XX wieku, umiejscowił rodzinę Behniaceae w rzędzie szparagowców.
W 2012 r. Reveal, na podstawie monografii rodzaju J.G. Conrana z 1999 r., zaproponował zmianę rangi tej rodziny do poziomu plemienia Behnieae Reveal, które umiejscowił w rodzinie agawowatych (Agavaceae).

## Nazewnictwo
Etymologia nazwy naukowejNazwa naukowa rodzaju prawdopodobnie honoruje Wilhelma Behna, przyjaciela i towarzysza duńskiego botanika Didrika Didrichsena, autora gatunku. Epitet gatunkowy po łacinie oznacza siateczkowata i odnosi się do użyłkowania liści tej rośliny.
Nazwy zwyczajoweW języku angielskim zwyczajowa nazwa tej rośliny to forest smilax (leśna kolcorośl). W języku xhosa roślina ta nazywana jest silawu esimhlophe, izilawu i uzihlwele.

## Zagrożenie
Gatunek ujęty na czerwonej liście roślin Południowej Afryki jako najmniejszej troski (LC).

## Znaczenie użytkowe
Rośliny leczniczeLud Xhosa stosuje pastę z kłącza tej rośliny na skórę głowy jako środek przeciwko łysieniu.
Rośliny magiczneNapar z kłącza Behnia reticulata podawany jest przez wróżbitów Xhosa w celu leczenia przypadłości zwanej ifufunyana (histeria wskazująca na opętanie przez złe duchy). Jest używana jako rytualny środek do mycia ciała oraz środek wymiotny, przynoszący szczęście, w tym pozytywne wyniki w sprawach sądowych, egzaminach, konkursach itp. Roślina uznawana jest za ubulawu, a więc wzmacniającą intuicję, usprawniającą wróżenie, prorokowanie i kontakty z duchami oraz posiadającą właściwości oneirogeniczne (pobudzającą intensywne marzenia senne). Wykorzystywana jest do ułatwiania komunikacji (ukunqula) z przodkami podczas snów.